# ريتشاردسون (تكساس)
ريتشاردسون (بالإنجليزية: Richardson)‏ هي مدينة أمريكية تقع في ولاية تكساس.تبلغ مساحة هذه المدينة 74.2 (كم²)،ويبلغ عدد سكانها 99223 نسمة حسب إحصاء سنة 2010 م.

## التركيبة السكانية
حدّد مكتب تعداد الولايات المتحدة بيانات التركيبة السكانية لريتشاردسون في تعداد الولايات المتحدة. في ما يلي، التركيبة السكانية حسب تعدادي 2000 و2010.

### تعداد عام 2000
بلغ عدد سكان ريتشاردسون 91,802 نسمة بحسب تعداد عام 2000، وبلغ عدد الأسر 35,191 أسرة وعدد العائلات 24,778 عائلة مقيمة في المدينة. في حين سجلت الكثافة السكانية 1,236.9 نسمة لكل كيلومتر مربع (3,203.6/ميل2). وبلغ عدد الوحدات السكنية 36,530 وحدة بمتوسط كثافة قدره 492.2 لكل كيلومتر مربع (1,274.8/ميل2).
وتوزع التركيب العرقي للمدينة بنسبة 75.39% من البيض و6.18% من الأمريكيين الأفارقة و0.45% من الأمريكيين الأصليين و11.67% من الأمريكيين ذوي الأصول الآسيوية و0.06% من سكان جزر المحيط الهادئ و3.65% من الأعراق الأخرى و2.60% من عرقين مختلطين أو أكثر و10.26% من الهسبانيون أو اللاتينيون من أي عرق.
بلغ عدد الأسر 35,191 أسرة كانت نسبة 35.8% منها لديها أطفال تحت سن الثامنة عشر تعيش معهم، وبلغت نسبة الأزواج القاطنين مع بعضهم البعض 58.1% من أصل المجموع الكلي للأسر، ونسبة 8.9% من الأسر كان لديها معيلات من الإناث دون وجود شريك، بينما كانت نسبة 3.4% من الأسر لديها معيلون من الذكور دون وجود شريكة وكانت نسبة 29.6% من غير العائلات. تألفت نسبة 22.9% من أصل جميع الأسر من عدة أفراد يعيشون في نفس المنزل ونسبة 5.5% كانت تتألف من شخص يعيش بمفرده يبلغ من العمر 65 عاماً أو أكثر. وبلغ متوسط حجم الأسرة المعيشية 2.59، أما متوسط حجم العائلات فبلغ 3.07.
بلغ العمر الوسطي للسكان 35.8 عاماً. وكانت نسبة 24.8% من القاطنين تحت سن الثامنة عشر، وكانت نسبة 8.6% بين الثامنة عشر والرابعة والعشرين عاماً، ونسبة 32.6% كانت واقعةً في الفئة العمرية ما بين الخامسة والعشرين والرابعة والأربعين عاماً، ونسبة 23.9% كانت ما بين الخامسة والأربعين والرابعة والستين، ونسبة 9.3% كانت ضمن فئة الخامسة والستين عاماً فما فوق. يوجد لكل 100 أنثى 98.3 ذكر، ويوجد لكل 100 أنثى في الثامنة عشر من عمرها فما فوق 96.1 ذكر.
بلغ متوسط دخل الأسرة في المدينة 82,948 دولارًا، أما متوسط دخل العائلة فبلغ 96,684 دولارًا. وكان متوسط دخل الذكور 70,527 دولارًا مقابل 40,037 دولارًا للإناث. وسجل دخل الفرد الخاص بالمدينة 38,890 دولارًا. وكانت نسبة 1.9% من العائلات ونسبة 3.8% من السكان تحت خط الفقر، وكان من هؤلاء نسبة 2.7% تحت سن الثامنة عشر ونسبة 1.6% في الخامسة والستين من العمر وما فوق.

### تعداد عام 2010
بلغ عدد سكان ريتشاردسون 99,223 نسمة بحسب تعداد عام 2010، وبلغ عدد الأسر 38,714 أسرة وعدد العائلات 25,545 عائلة مقيمة في المدينة. في حين سجلت الكثافة السكانية 1,336.9 نسمة لكل كيلومتر مربع (3,462.6/ميل2). وبلغ عدد الوحدات السكنية 40,630 وحدة بمتوسط كثافة قدره 547.4 لكل كيلومتر مربع (1,417.8/ميل2).
وتوزع التركيب العرقي للمدينة بنسبة 67.13% من البيض و8.57% من الأمريكيين الأفارقة و0.49% من الأمريكيين الأصليين و15.10% من الأمريكيين ذوي الأصول الآسيوية و0.05% من سكان جزر المحيط الهادئ و5.66% من الأعراق الأخرى و2.98% من عرقين مختلطين أو أكثر و15.97% من الهسبانيون أو اللاتينيون من أي عرق.
بلغ عدد الأسر 38,714 أسرة كانت نسبة 32% منها لديها أطفال تحت سن الثامنة عشر تعيش معهم، وبلغت نسبة الأزواج القاطنين مع بعضهم البعض 51.9% من أصل المجموع الكلي للأسر، ونسبة 10.1% من الأسر كان لديها معيلات من الإناث دون وجود شريك، بينما كانت نسبة 4% من الأسر لديها معيلون من الذكور دون وجود شريكة وكانت نسبة 34% من غير العائلات. تألفت نسبة 26.8% من أصل جميع الأسر من عدة أفراد يعيشون في نفس المنزل ونسبة 7.8% كانت تتألف من شخص يعيش بمفرده يبلغ من العمر 65 عاماً أو أكثر. وبلغ متوسط حجم الأسرة المعيشية 2.54، أما متوسط حجم العائلات فبلغ 3.12.
بلغ العمر الوسطي للسكان 36.8 عاماً. وكانت نسبة 23.2% من القاطنين تحت سن الثامنة عشر، وكانت نسبة 10.2% بين الثامنة عشر والرابعة والعشرين عاماً، ونسبة 28.1% كانت واقعةً في الفئة العمرية ما بين الخامسة والعشرين والرابعة والأربعين عاماً، ونسبة 25.9% كانت ما بين الخامسة والأربعين والرابعة والستين، ونسبة 12.6% كانت ضمن فئة الخامسة والستين عاماً فما فوق. وتوزع التركيب الجنسي للسكان بنسبة 49.2% ذكور و50.8% إناث.

## أعلام
- تشارلز إي. تورنر
- نولان فونتانا
- كوينتن بروكس
- لي نغويين
- سكوت تورنر
- لين تشرتش
- كوري هووبر
- بيت نسميث غراهام
- آموس كينت